# ثيودور سانت جون
ثيودور سانت جون (بالإنجليزية: Theodore St. John)‏ هو كاتب سيناريو أمريكي، ولد في 27 سبتمبر عام 1906،في نيويورك في الولايات المتحدة، وتوفي في 9 يناير عام 1956،في نورثهامبتون في الولايات المتحدة.

## وصلات خارجية
- ثيودور سانت جون على موقع IMDb (الإنجليزية)
- ثيودور سانت جون على موقع أول موفي (الإنجليزية)
- ثيودور سانت جون على موقع قاعدة بيانات برودواي على الإنترنت (الإنجليزية)
- ثيودور سانت جون على موقع قاعدة بيانات الأفلام السويدية (السويدية)
- ثيودور سانت جون على موقع قاعدة بيانات الفيلم (الإنجليزية)
- ثيودور سانت جون على موقع كينوبويسك (الروسية)